# Kecskerágó (növénynemzetség)

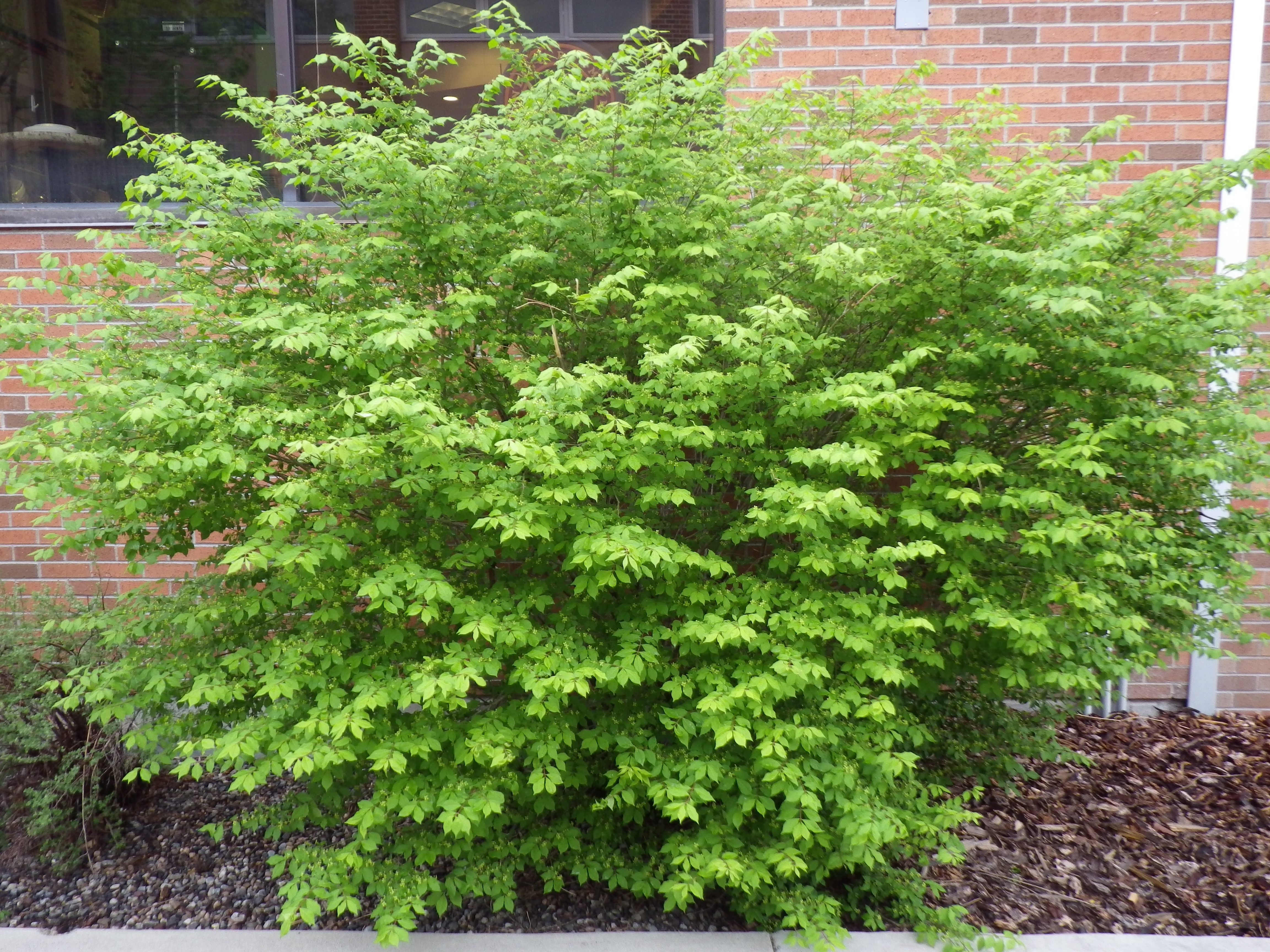
Euonymus alatus

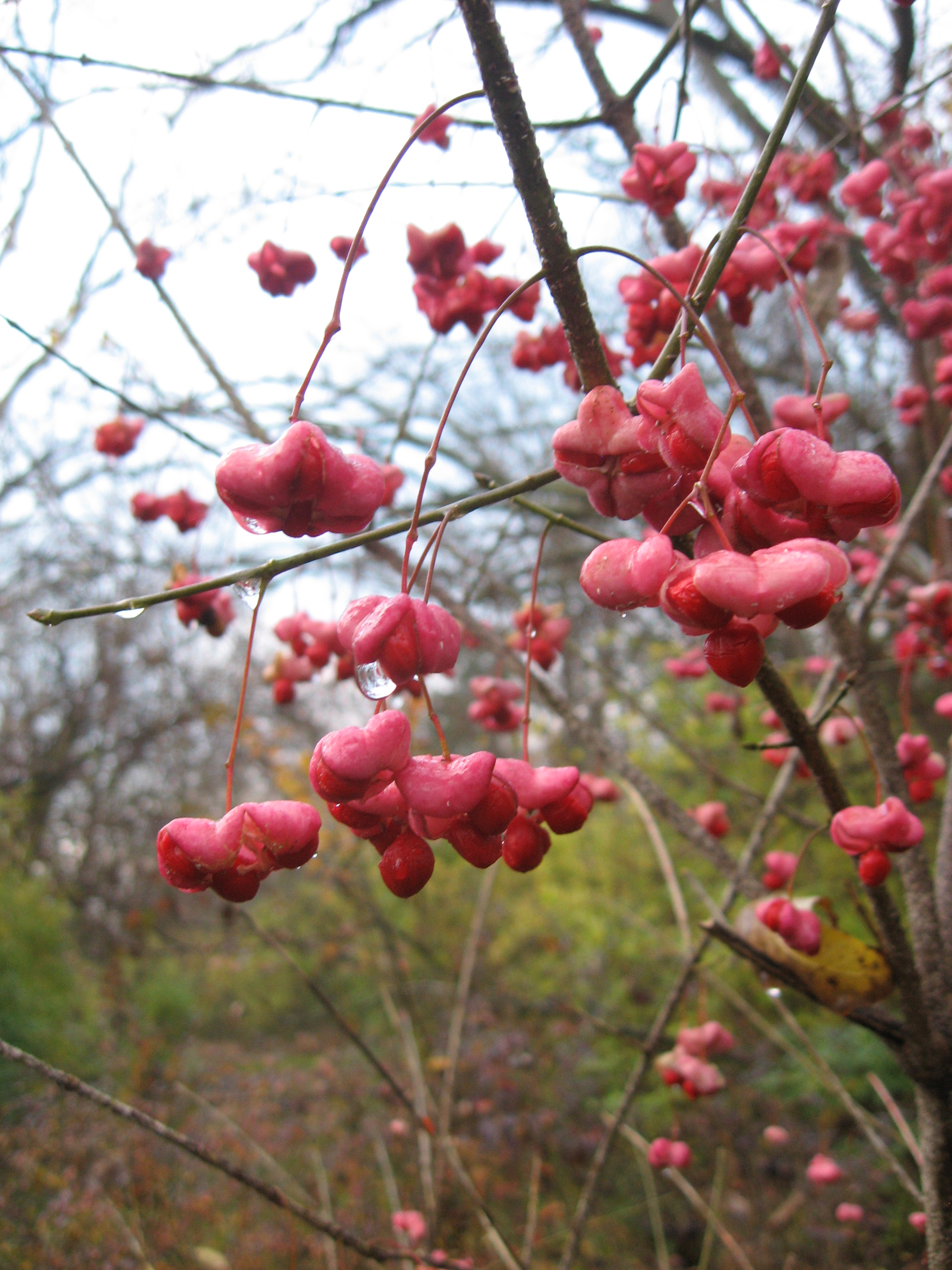
Euonymus atropurpureus

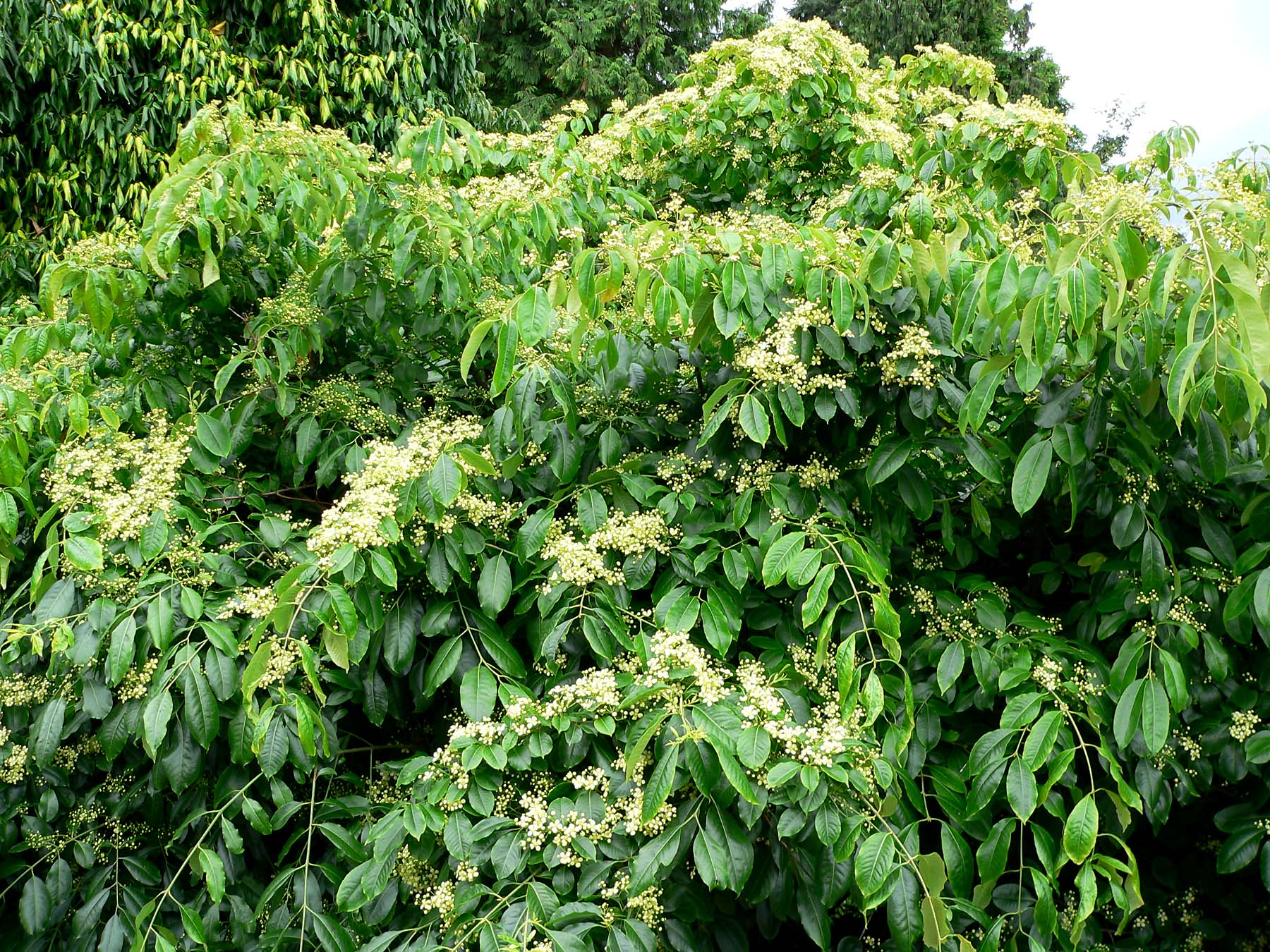
Euonymus carnosus

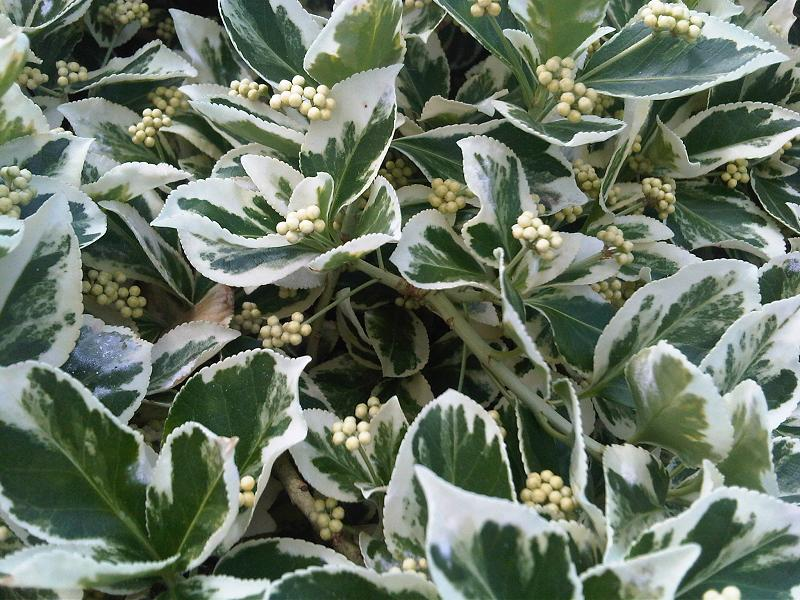
Euonymus fortunei

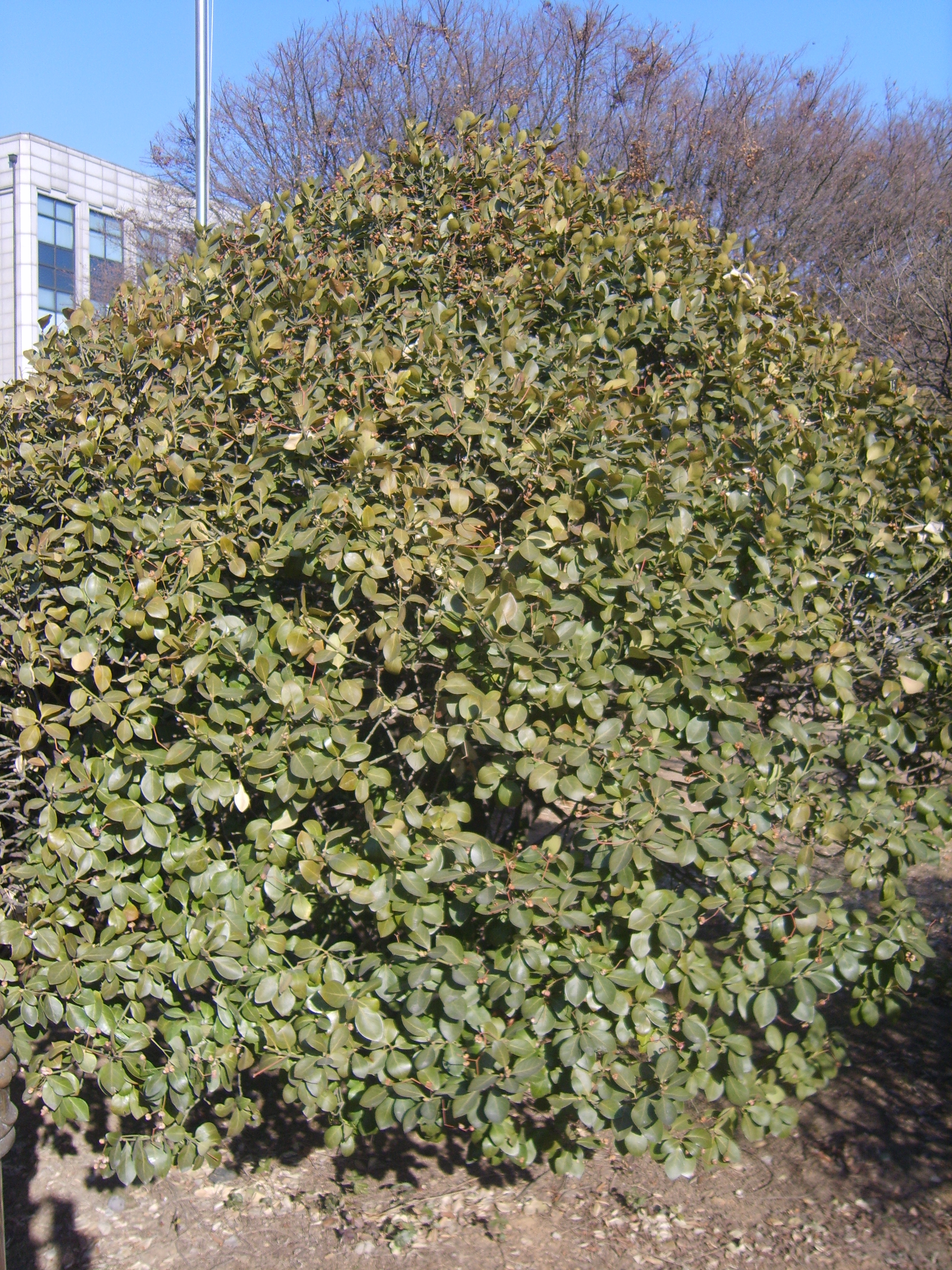
Euonymus japonicus

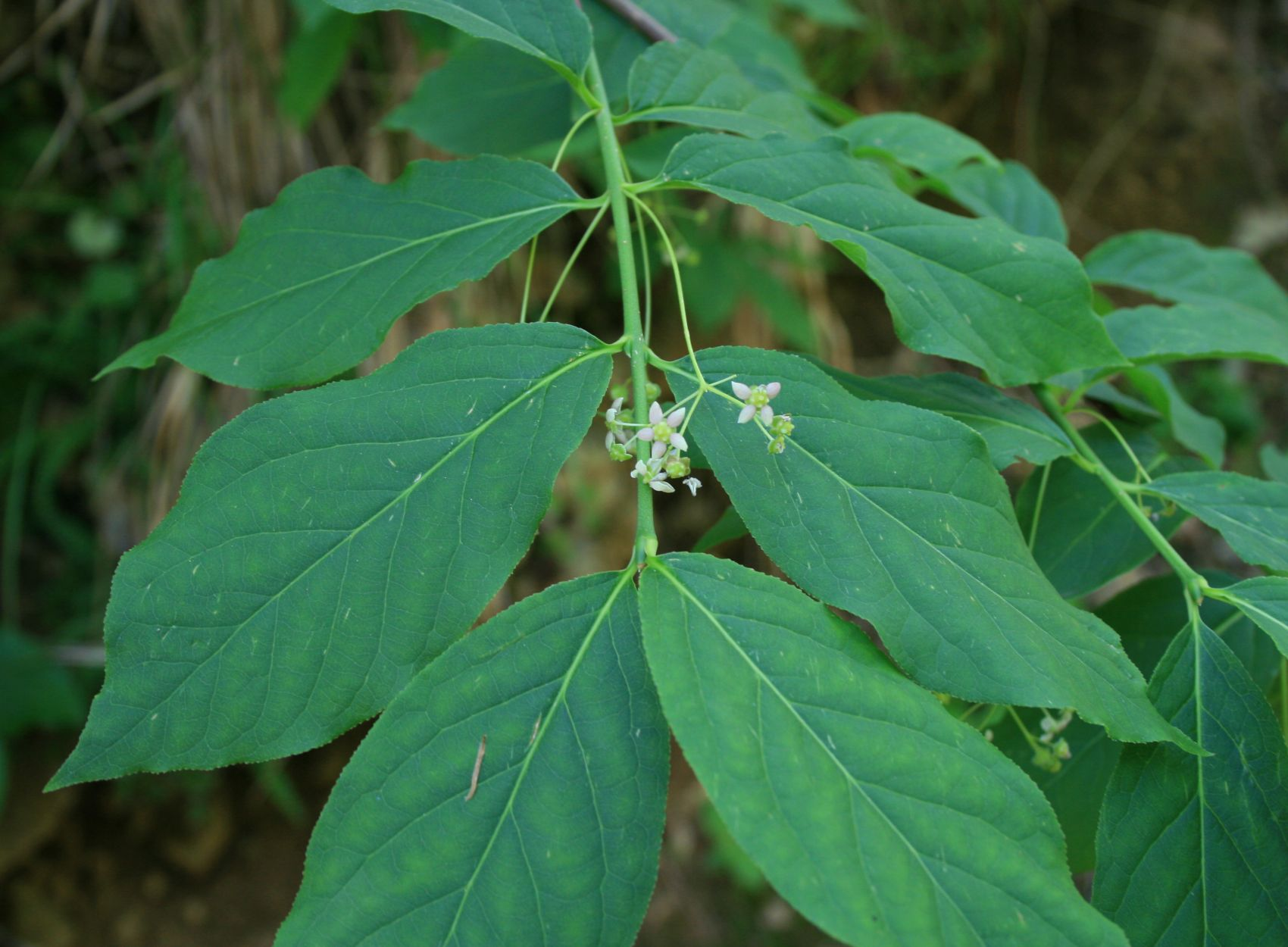
Euonymus latifolius

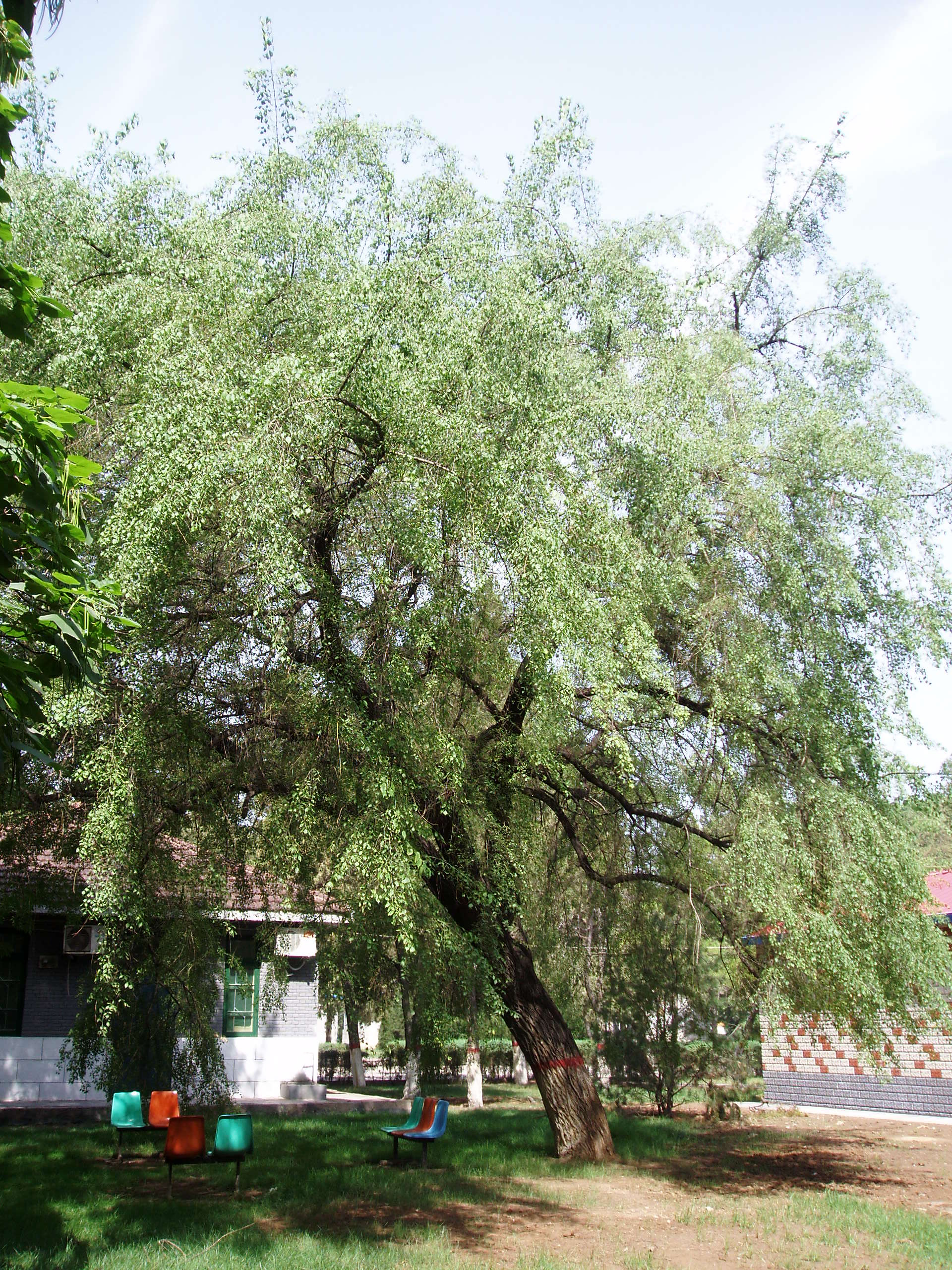
Euonymus maackii

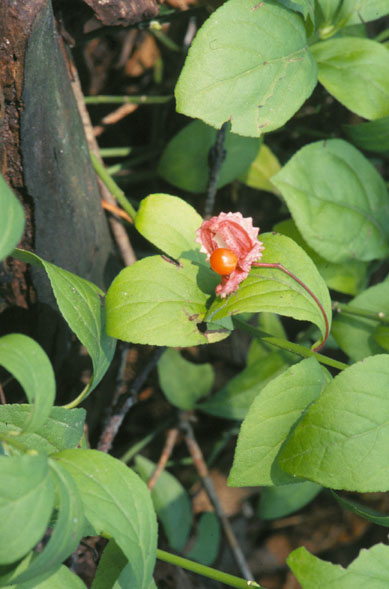
Euonymus obovatus

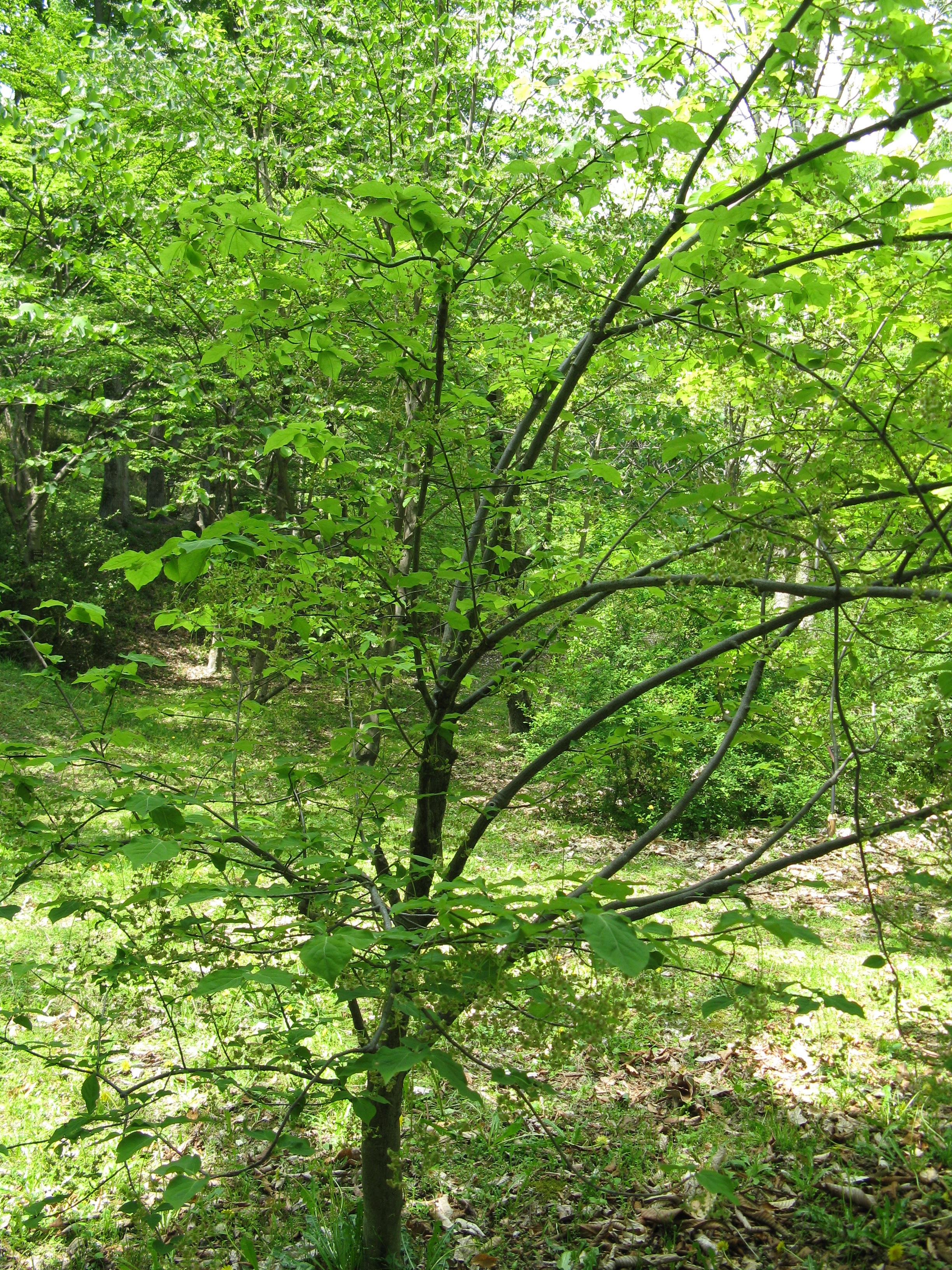
Euonymus planipes

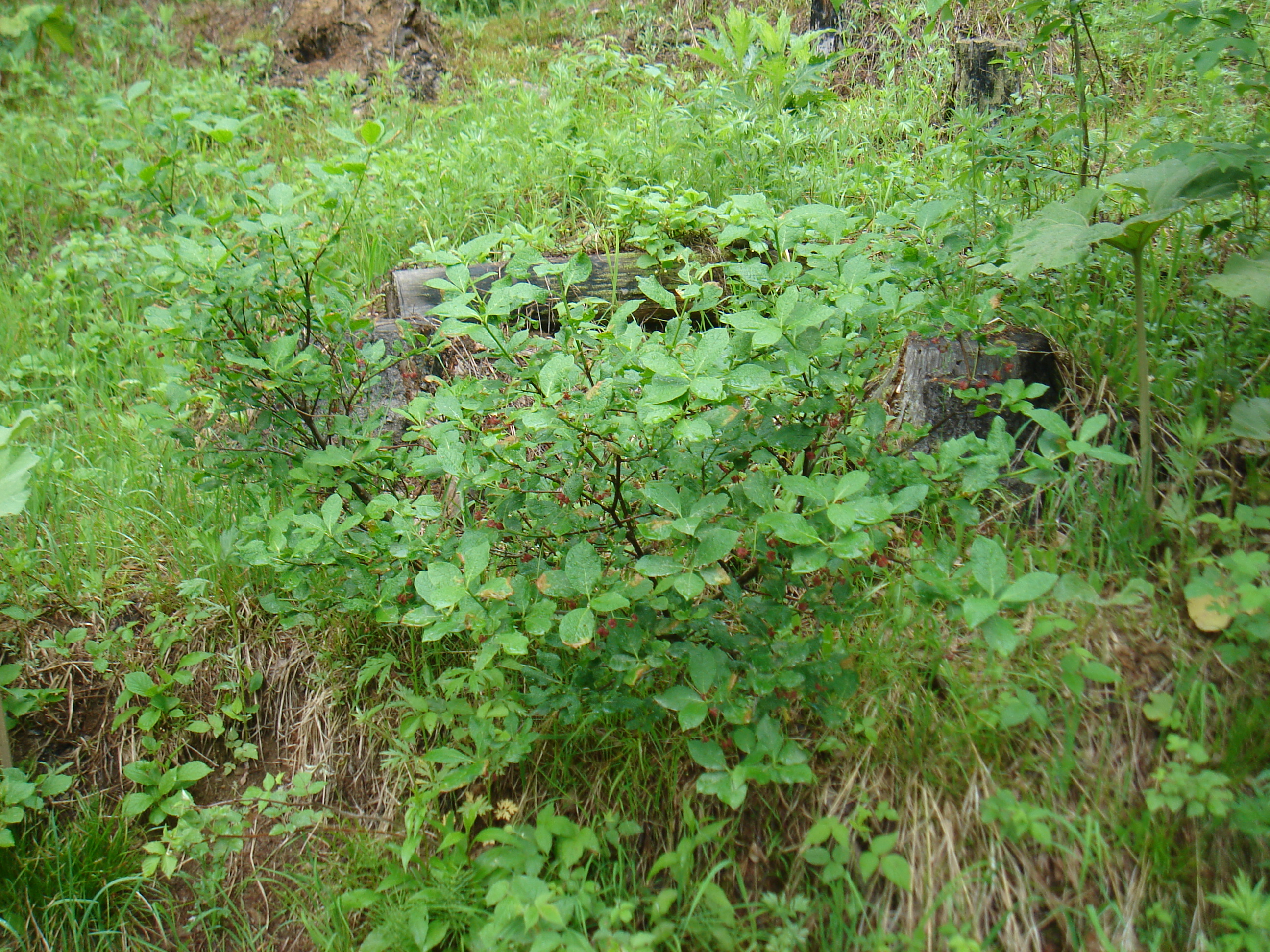
Euonymus sachalinensis

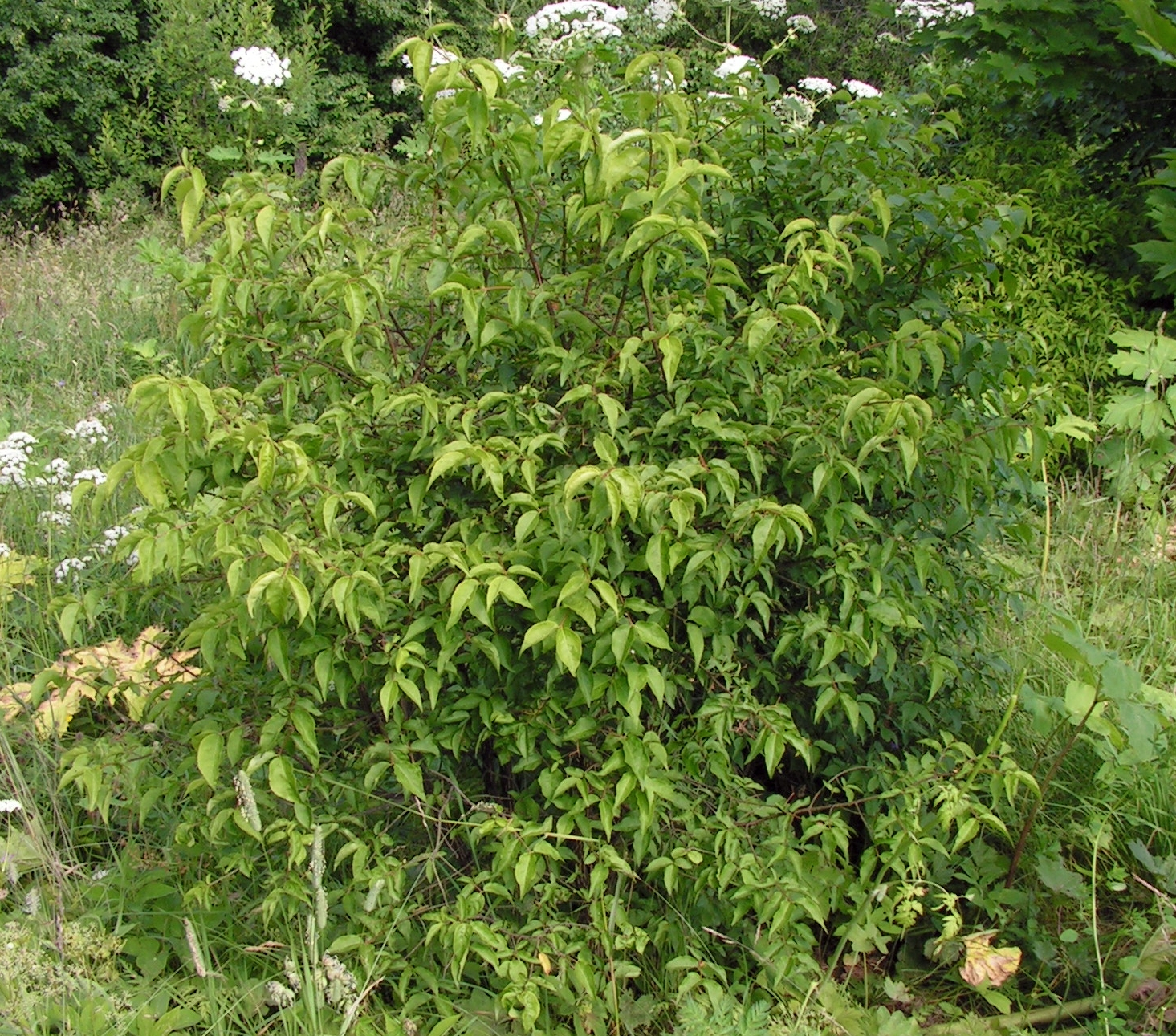
Euonymus verrucosus

A kecskerágó (Euonymus) a kecskerágó-virágúak (Celastrales) rendjébe és a kecskerágófélék (Celastraceae) családjába tartozó növénynemzetség.

## Előfordulásuk
A kecskerágó-fajok többsége Kelet-Ázsiában őshonos, sokuknak a nyugati határt a Himalája hegység képezi, azonban néhány faj Európában, Ázsia többi részén, Ausztrálázsiában, Észak-Amerikában és Madagaszkáron is előfordul.

## Megjelenésük
E nemzetség fajai között lombhullató és örökzöld növények is vannak. A kecskerágók cserjék vagy kis fák. A zöldes, sárgás árnyalatú virágai alig észrevehetőek, és kis virágzatokban tömörülnek. Az ellipszis alakú levelei átellenesek, általában 2-15 centiméter hosszúak és alig fogazott szélűek. Terméseik 4-5 részből álló, rózsaszín, sárga vagy vörös színű húsos termések. A magokat narancsszínű „hús” vesz körül. A terméssel és magokkal a gyümölcsevő madarak táplálkoznak; a magok sértetlenül átmennek a madarak emésztőrendszerén, és az ürülékkel távoznak az állatokból, így újabb területet foglalva el a kecskerágó-fajok számára.

## Felhasználásuk
Sok fajt használtak a gyógyászatban, habár egyesek mérgezőek lehetnek számunkra.
Fogyasztásuk tilos, szerepelnek az OGYÉI tiltólistáján is.
Néhány faj faanyagából, a hagyományos kézi fonáshoz kellő orsókat készítenek. Innen ered a növény angol neve is, spindle tree (spindle = „orsó”).
A kertészek szívesen használják dísznövényként, főleg a lombhullató fajokat, mivel ősszel igen szépen mutatnak a leveleik. A mutatós termések is hozzájárulnak a kecskerágók dísznövényi mivoltához.

## Rendszerezés
A nemzetségbe az alábbi 144 faj tartozik:
- Euonymus acanthocarpus Franch.
- Euonymus acanthoxanthus Pit.
- Euonymus actinocarpus Loes.
- Euonymus aculeatus Hemsl.
- Euonymus aculeolus C.Y.Cheng ex J.S.Ma
- Euonymus acuminifolius Blakelock
- Euonymus alatus (Thunb.) Siebold
- Euonymus americanus L.
- Euonymus angulatus Wight
- Euonymus atropurpureus Jacq.
- Euonymus attenuatus Wall. ex M.A.Lawson
- Euonymus australianus F.Muell.
- Euonymus balansae Sprague
- Euonymus barberi Murugan & Manickam
- Euonymus benguetensis Merr.
- Euonymus benthamii Lundell
- Euonymus bockii Loes. ex Diels
- Euonymus boninensis Koidz.
- Euonymus bullatus Wall. ex Lodd
- Euonymus carnosus Hemsl.
- Euonymus castaneifolius Ridl.
- Euonymus centidens H.Lév.
- Euonymus chenmoui W.C.Cheng
- Euonymus chiapensis Lundell
- Euonymus chloranthoides Y.C.Yang
- Euonymus chui Hand.-Mazz.
- Euonymus clivicolus W.W.Sm.
- Euonymus cochinchinensis Pierre
- Euonymus congolensis R.Wilczek
- Euonymus cornutus Hemsl.
- Euonymus corymbosus Sprague & Bullock
- Euonymus costaricensis Standl.
- Euonymus crenulatus Wall. ex Wight & Arn.
- Euonymus darrisii Loes.
- Euonymus dichotomus B.Heyne ex Wall.
- Euonymus dielsianus Loes. ex Diels
- Euonymus distichus H.Lév.
- Euonymus dolichopus Merr. ex J.S.Ma
- Euonymus eberhardtii Tardieu
- Euonymus echinatus Wall.
- Euonymus elaeodendroides Loes.
- Euonymus enantiophyllus (Donn.Sm.) Lundell
- közönséges kecskerágó (Euonymus europaeus) L. - típusfaj
- Euonymus euscaphis Hand.-Mazz.
- Euonymus ficoides C.Y.Cheng ex J.S.Ma
- Euonymus fimbriatus Wall.
- repkénykecskerágó (Euonymus fortunei) (Turcz.) Hand.-Maz.
- Euonymus frigidus Wall.
- Euonymus fusiformis R.Parker
- Euonymus gibber Hance
- Euonymus giraldii Loes.
- Euonymus glaber Roxb.
- Euonymus glandulosus (Merr.) Ding Hou
- Euonymus globularis Ding Hou
- Euonymus gracillimus Hemsl.
- Euonymus grandiflorus Wall.
- Euonymus hainanensis W.Y.Chun & F.C.How
- Euonymus hamiltonianus Wall.
- Euonymus huae J.S.Ma
- Euonymus huangii H.Y.Li & Yuen P.Yang
- Euonymus hukuangensis C.Y.Cheng ex J.S.Ma
- Euonymus hupehensis (Loes.) Loes.
- Euonymus impressus Blakelock
- Euonymus indicus B.Heyne ex Wall.
- Euonymus japonicus Thunb.
- Euonymus jinyangensis C.Y.Chang
- Euonymus kachinensis Prain
- Euonymus kanyakumariensis Murugan & Manickam
- Euonymus kengmaensis C.Y.Cheng ex J.S.Ma
- Euonymus kweichowensis C.H.Wang
- Euonymus lanceolatus Yatabe
- Euonymus latifolius (L.) Mill.
- Euonymus lawsonii C.B.Clarke ex Prain
- Euonymus laxicymosus C.Y.Cheng ex J.S.Ma
- Euonymus laxiflorus Champ. ex Benth.
- Euonymus leishanensis Q.H.Chen
- Euonymus lichiangensis W.W.Sm.
- Euonymus lucidus D.Don
- Euonymus lutchuensis Ito
- Euonymus maackii Rupr.
- Euonymus macrocarpus Gamble ex Oliv.
- Euonymus macropterus Rupr.
- Euonymus maximowiczianus (Prokh.) Vorosch.
- Euonymus melananthus Franch. & Sav.
- Euonymus mexicanus Benth.
- Euonymus microcarpus (Oliv. ex Loes.) Sprague
- Euonymus moluccensis Blakelock ex Ding Hou
- Euonymus myrianthus Hemsl.
- Euonymus nanoides Loes. & Rehder
- Euonymus nanus M.Bieb.
- Euonymus nitidus Benth.
- Euonymus obovatus
- Euonymus occidentalis Nutt. ex Torr.
- Euonymus oxyphyllus Miq.
- Euonymus pallidifolius Hayata
- Euonymus parasimilis C.Y.Cheng ex J.S.Ma
- Euonymus percoriaceus C.Y.Wu ex J.S.Ma
- Euonymus petelotii Merr.
- Euonymus phellomana Loes. ex Diels
- Euonymus phellomanus Loes.
- Euonymus pittosporoides C.Y.Cheng ex J.S.Ma
- Euonymus planipes
- Euonymus pleurostylioides (Loes.) H.Perrier
- Euonymus potingensis Chun & F.C.How ex J.S.Ma
- Euonymus prismatomerioides C.Y.Wu ex J.S.Ma
- Euonymus pseudovagans Pit.
- Euonymus recurvans Miq.
- Euonymus rehderianus Loes.
- Euonymus revolutus Wight
- Euonymus rothschuhii Loes.
- Euonymus sachalinensis (F.Schmidt) Maxim.
- Euonymus sanguineus Loes. ex Diels
- Euonymus schensianus Maxim.
- Euonymus semenovii Regel & Herder
- Euonymus serratifolius Bedd.
- Euonymus sootepensis Craib
- Euonymus spraguei Hayata
- Euonymus stenophyllus J.W.Ren
- Euonymus subcordatus J.S.Ma
- Euonymus subsulcatus Prain
- Euonymus szechuanensis C.H.Wang
- Euonymus tashiroi Maxim.
- Euonymus tenuiserratus C.Y.Cheng ex J.S.Ma
- Euonymus ternifolius Hand.-Mazz.
- Euonymus theacolus C.Y.Cheng ex T.L.Xu & Q.H.Chen.
- Euonymus theifolius Wall. ex M.A.Lawsen
- Euonymus tibeticus W.W.Sm.
- Euonymus tingens Wall.
- Euonymus tonkinensis (Loes.) Loes.
- Euonymus tsoi Merr.
- Euonymus vaganoides C.Y.Cheng ex J.S.Ma
- Euonymus vagans Wall.
- Euonymus velutinus (E.Mey.) Fisch. & C.A.Mey.
- Euonymus venosus Hemsl.
- Euonymus verrucocarpus C.Y.Cheng ex J.S.Ma
- Euonymus verrucosoides Loes.
- bibircses kecskerágó (Euonymus verrucosus) Scop.
- Euonymus viburnoides Prain
- Euonymus walkeri Wight
- Euonymus wilsonii Sprague
- Euonymus wrayi King
- Euonymus wui J.S.Ma
- Euonymus yakushimensis Makino
- Euonymus yunnanensis Franch.

### Fordítás
- Ez a szócikk részben vagy egészben  az   Euonymus című angol Wikipédia-szócikk ezen változatának fordításán alapul.  Az eredeti cikk szerkesztőit annak laptörténete sorolja fel. Ez a jelzés csupán a megfogalmazás eredetét és a szerzői jogokat jelzi, nem szolgál a cikkben szereplő információk forrásmegjelöléseként.